# Lauvøya (Åfjord)
Ne doit pas être confondu avec Lauvøya (Kvinnherad).
Lauvøya est une île du comté de Trøndelag, en Norvège. Elle est située à environ 4 kilomètres au nord-est du village de Lysøysundet, près de l’embouchure de l’Åfjord.
L’île est reliée au continent par une chaussée de 1 kilomètre de long. L’île est située au sud des îles de Linesøya et Stokkøya. Il y a environ 25 habitants sur l’île, d’une superficie de 2,5 kilomètres carrés.